# Reprezentacja Czech w hokeju na trawie kobiet
Reprezentacja Czech w hokeju na trawie kobiet - żeńska reprezentacja narodowa w tej dyscyplinie.

## Osiągnięcia

### Igrzyska olimpijskie
- 1996-2024 nie uczestniczyła

### Mistrzostwa świata
- 1990-2022 nie uczestniczyła

### Mistrzostwa Europy
- 1995: 10. miejsce
- 1999: 12. miejsce
- 2017: 7. miejsce

### Halowe mistrzostwa świata
- 2003: 4. miejsce
- 2007: 11. miejsce
- 2011: 6. miejsce
- 2015:  3. miejsce
- 2018: 7. miejsce
- 2023:  3. miejsce
- 2025:  3. miejsce